# Mirosław Gontarski
Mirosław Gontarski (ur. 1960 r., zm. 13 października 2020 r.) – polski poeta i filozof.

## Życiorys
Urodził się 1960 r. Debiutował w 1979 r. Ukończył studia filozoficzne na Uniwersytecie Marii Curie-Skłodowskiej w Lublinie, po których mieszkał kolejno w różnych miastach, ale ostatecznie osiadł we Wrocławiu. Od lat 1970. współtworzył literacki Ruch Pilleus, którego członkowie pod wpływem literatury i kultury Japonii pisali haiku i rozwijali inne, nowe formy literackie. Na przełomie XX i XXI w. współorganizował Ogólnopolskie Warsztaty Haiku w Chojnowie oraz przez wiele lat był jurorem ogólnopolskich konkursów haiku.
Ponadto był współautorem podręcznika akademickiego do filozofii „O sztuce porozumiewania się”. Był członkiem zarządu Związku Literatów Polskich, a w latach 2015-2019 był wiceprezesem dolnośląskiego oddziału ZLP. Pełnił też funkcję wiceprezesa Stowarzyszenia Jeleniogórski Klub Literacki.
Zmarł 13 października 2020 r.

## Wybrana twórczość
- Mirosława Jerzego Gontarskiego nie ma (2006 r.)
- Mirosława Jerzego Gontarskiego nie będzie (2007 r.)
- Mirosława Jerzego Gontarskiego nie było (2010 r.)
- Mirosława Jerzego Gontarskiego nie było, nie ma i nie będzie (2015 r.)
- Pozwól, że zacznę od nowa… (2016 r.)
- Gemini Art (2018 r., z Elżbietą Kotlarską)